# Енді Рам
Енді Рам (нар. 10 квітня 1980) — колишній ізраїльський тенісист.
Найвищу одиночну позицію світового рейтингу — 187 місце досяг 14 серпня 2000, парну — 5 місце — 7 липня 2008 року.
Здобув 1 одиночний та 19 парних титулів.
Перемагав на турнірах Великого шолома в парному та змішаному парному розрядах.
Завершив кар'єру 2014 року.

## Важливі фінали

### Фінали турнірів Великого шолома

#### Парний розряд: 1 (1 перемога)
| Результат | Рік  | Турнір                                 | Покриття | Партнер        | Суперники                  | Рахунок       |
| --------- | ---- | -------------------------------------- | -------- | -------------- | -------------------------- | ------------- |
| Перемога  | 2008 | Відкритий чемпіонат Австралії з тенісу | Тверде   | Джонатан Ерліх | Арно Клеман Мікаель Льодра | 7–5, 7–6(7–4) |

#### Мікст: 4 (2–2)
| Результат | Рік  | Турнір                                 | Покриття | Партнер             | Суперники                         | Рахунок  |
| --------- | ---- | -------------------------------------- | -------- | ------------------- | --------------------------------- | -------- |
| Поразка   | 2003 | Вімблдонський турнір                   | Трава    | Анастасія Родіонова | Мартіна Навратілова Леандер Паес  | 3–6, 3–6 |
| Перемога  | 2006 | Вімблдонський турнір                   | Трава    | Віра Звонарьова     | Вінус Вільямс Боб Браян           | 6–3, 6–2 |
| Перемога  | 2007 | Відкритий чемпіонат Франції з тенісу   | Ґрунт    | Наталі Деші         | Катарина Среботнік Ненад Зімоньїч | 7–5, 6–3 |
| Поразка   | 2009 | Відкритий чемпіонат Австралії з тенісу | Тверде   | Наталі Деші         | Саня Мірза Магеш Бгупаті          | 3–6, 1–6 |

## Фінали турнірів ATP за кар'єру

### Парний розряд: 37 (19–18)
| Легенда                                                         |
| --------------------------------------------------------------- |
| Турніри Великого шолома (1–0)                                   |
| Tennis Masters Cup / Фінали Світового Туру ATP (0–1)            |
| Серія Мастерс ATP / Серія Мастерс 1000 Світового Туру ATP (3–7) |
| Серія ATP Інтернешнл Ґолд / Серія 500 Світового Туру ATP (2–3)  |
| Серія ATP Інтернешнл / Серія 250 Світового Туру ATP (13–7)      |

| Титули за покриттям |
| ------------------- |
| Тверде (12–17)      |
| Ґрунт (1–1)         |
| Трава (3–0)         |
| Килим (3–0)         |

| Титули за типом корту |
| --------------------- |
| Відкритий (12–11)     |
| Закритий (7–7)        |

| Результат | В-П   | Дата     | Турнір                                              | Рівень        | Покриття   | Партнер                   | Суперники                               | Рахунок               |
| --------- | ----- | -------- | --------------------------------------------------- | ------------- | ---------- | ------------------------- | --------------------------------------- | --------------------- |
| Перемога  | 1–0   | Лип 2003 | Indianapolis Tennis Championships, США              | Інтернешнл    | Тверде     | Маріо Анчич               | Дієґо Аяла Роббі Джінепрі               | 2–6, 7–6(7–3), 7–5    |
| Перемога  | 2–0   | Вер 2003 | Thailand Open, Таїланд                              | Інтернешнл    | Тверде (i) | Джонатан Ерліх            | Ендрю Кратцманн Яркко Ніємінен          | 6–3, 7–6(7–4)         |
| Перемога  | 3–0   | Жов 2003 | Grand Prix de Tennis de Lyon, Франція               | Інтернешнл    | Килим (i)  | Джонатан Ерліх            | Жульєн Беннето Ніколя Маю               | 6–1, 6–3              |
| Поразка   | 3–1   | Січ 2004 | Maharashtra Open, Індія                             | Інтернешнл    | Тверде     | Джонатан Ерліх            | Рафаель Надаль Томмі Робредо            | 6–7(3–7), 6–4, 3–6    |
| Поразка   | 3–2   | Лют 2004 | Rotterdam Open, Нідерланди                          | Інтер. Ґолд   | Тверде (i) | Джонатан Ерліх            | Пол Генлі Радек Штепанек                | 7–5, 6–7(5–7), 5–7    |
| Перемога  | 4–2   | Жов 2004 | Grand Prix de Tennis de Lyon, Франція (2)           | Інтернешнл    | Килим (i)  | Джонатан Ерліх            | Йонас Бйоркман Радек Штепанек           | 7–6(7–2), 6–2         |
| Перемога  | 5–2   | Лют 2005 | Відкритий чемпіонат Роттердама, Нідерланди          | Інтер. Ґолд   | Тверде (i) | Джонатан Ерліх            | Цирил Сук Павел Візнер                  | 6–4, 4–6, 6–3         |
| Перемога  | 6–2   | Чер 2005 | Nottingham Open, Велика Британія                    | Інтернешнл    | Трава      | Джонатан Ерліх            | Сімон Аспелін Тодд Перрі                | 4–6, 6–3, 7–5         |
| Поразка   | 6–3   | Лип 2005 | Los Angeles Open, США                               | Інтернешнл    | Тверде     | Джонатан Ерліх            | Рік Ліч Браян Макфі                     | 3–6, 4–6              |
| Поразка   | 6–4   | Сер 2005 | Мастерс Канада, Канада                              | Серія Мастерс | Тверде     | Джонатан Ерліх            | Вейн Блек Кевін Ульєтт                  | 7–6(7–5), 3–6, 0–6    |
| Поразка   | 6–5   | Жов 2005 | Таїланд Open, Таїланд                               | Інтернешнл    | Тверде (i) | Джонатан Ерліх            | Пол Генлі Леандер Паес                  | 6–5(7–5), 1–6, 2–6    |
| Поразка   | 6–6   | Жов 2005 | Vienna Open, Австрія                                | Інтер. Ґолд   | Тверде (i) | Джонатан Ерліх            | Марк Ноулз (тенісист) Деніел Нестор     | 3–5, 4–5(4–7)         |
| Перемога  | 7–6   | Січ 2006 | Brisbane International, Австралія                   | Інтернешнл    | Тверде     | Джонатан Ерліх            | Пол Генлі Кевін Ульєтт                  | 7–6(7–4), 7–6(12–10)  |
| Поразка   | 7–7   | Лют 2006 | Відкритий чемпіонат Роттердама, Нідерланди          | Інтер. Ґолд   | Тверде (i) | Джонатан Ерліх            | Пол Генлі Кевін Ульєтт                  | 6–7(4–7), 6–7(2–7)    |
| Поразка   | 7–8   | Тра 2006 | Мастерс Рим, Італія                                 | Серія Мастерс | Ґрунт      | Джонатан Ерліх            | Марк Ноулз (тенісист) Деніел Нестор     | 4–6, 7–5, [11–13]     |
| Перемога  | 8–8   | Чер 2006 | Відкритий чемпіонат Ноттінгема, Велика Британія (2) | Інтернешнл    | Трава      | Джонатан Ерліх            | Ігор Куніцин Дмитро Турсунов            | 6–3, 6–2              |
| Перемога  | 9–8   | Сер 2006 | Connecticut Open, США                               | Інтернешнл    | Тверде     | Джонатан Ерліх            | Маріуш Фирстенберг Марцін Матковський   | 6–3, 6–3              |
| Перемога  | 10–8  | Жов 2006 | Таїланд Open, Таїланд (2)                           | Інтернешнл    | Тверде (i) | Джонатан Ерліх            | Енді Маррей Джеймі Маррей               | 6–2, 2–6, [10–4]      |
| Поразка   | 10–9  | Бер 2007 | Las Vegas Open, США                                 | Інтернешнл    | Тверде     | Джонатан Ерліх            | Боб Браян Майк Браян                    | 6–7(6–8), 2–6         |
| Поразка   | 10–10 | Бер 2007 | Indian Wells Open, США                              | Серія Мастерс | Тверде     | Джонатан Ерліх            | Мартін Дамм Леандер Паес                | 4–6, 4–6              |
| Поразка   | 10–11 | Сер 2007 | Washington Open, США                                | Інтернешнл    | Тверде     | Джонатан Ерліх            | Боб Браян Майк Браян                    | 6–7(5–7), 6–3, [7–10] |
| Перемога  | 11–11 | Сер 2007 | Мастерс Цинциннаті, США                             | Серія Мастерс | Тверде     | Джонатан Ерліх            | Боб Браян Майк Браян                    | 4–6, 6–3, [13–11]     |
| Перемога  | 12–11 | Січ 2008 | Відкритий чемпіонат Австралії з тенісу, Австралія   | Великий Шлем  | Тверде     | Джонатан Ерліх            | Арно Клеман Мікаель Льодра              | 7–5, 7–6(7–4)         |
| Перемога  | 13–11 | Бер 2008 | Мастерс Індіан-Веллс, US                            | Серія Мастерс | Тверде     | Джонатан Ерліх            | Деніел Нестор Ненад Зімоньїч            | 6–4, 6–4              |
| Поразка   | 13–12 | Сер 2008 | Cincinnati Masters, US                              | Серія Мастерс | Тверде     | Джонатан Ерліх            | Боб Браян Майк Браян                    | 6–4, 6–7(2–7), [7–10] |
| Перемога  | 14–12 | Жов 2008 | Відкритий чемпіонат Відня, Австрія                  | Інтер. Ґолд   | Тверде (i) | Максим Мирний             | Філіпп Пецшнер Александер Пея           | 6–1, 7–5              |
| Перемога  | 15–12 | Жов 2008 | Grand Prix de Tennis de Lyon, Франція (3)           | Інтернешнл    | Килим (i)  | Мікаель Льодра            | Стівен Гасс Росс Гатчінс                | 6–3, 5–7, [10–8]      |
| Поразка   | 15–13 | Лют 2009 | Open 13, Франція                                    | Серія 250     | Тверде (i) | Юліан Ноул                | Арно Клеман Мікаель Льодра              | 6–3, 3–6, [8–10]      |
| Поразка   | 15–14 | Бер 2009 | Мастерс Індіан-Веллс, US                            | Masters 1000  | Тверде     | Мирний Максим Миколайович | Марді Фіш Енді Роддік                   | 6–3, 1–6, [12–14]     |
| Перемога  | 16–14 | Кві 2009 | Відкритий чемпіонат Маямі з тенісу, США             | Masters 1000  | Тверде     | Мирний Максим Миколайович | Ешлі Фішер Стівен Гасс                  | 6–7(4–7), 6–2, [10–7] |
| Поразка   | 16–15 | Сер 2009 | Відкритий чемпіонат Канади, Канада                  | Masters 1000  | Тверде     | Мирний Максим Миколайович | Магеш Бгупаті Марк Ноулз (тенісист)     | 4–6, 3–6              |
| Поразка   | 16–16 | Лис 2009 | Фінал ATP, Велика Британія                          | Tour Фінали   | Тверде (i) | Мирний Максим Миколайович | Боб Браян Майк Браян                    | 6–7(5–7), 3–6         |
| Поразка   | 16–17 | Лис 2010 | Мастерс Париж, Франція                              | Masters 1000  | Тверде (i) | Марк Ноулз (тенісист)     | Магеш Бгупаті Мирний Максим Миколайович | 5–7, 5–7              |
| Перемога  | 17–17 | Чер 2011 | Eastbourne International, Велика Британія           | Серія 250     | Трава      | Джонатан Ерліх            | Григор Димитров Андреас Сеппі           | 6–3, 6–3              |
| Перемога  | 18–17 | Сер 2011 | Winston-Salem Open, США                             | Серія 250     | Тверде     | Джонатан Ерліх            | Крістофер Кас Александер Пея            | 7–6(7–2), 6–4         |
| Поразка   | 18–18 | Січ 2012 | Відкритий чемпіонат Ченная, Індія                   | Серія 250     | Тверде     | Джонатан Ерліх            | Леандер Паес Янко Типсаревич            | 4–6, 4–6              |
| Перемога  | 19–18 | Тра 2012 | Serbia Open, Сербія                                 | Серія 250     | Ґрунт      | Джонатан Ерліх            | Мартін Еммріх Андреас Сільєстрем        | 4–6, 6–2, [10–6]      |

## Фінали ATP Челленджер і ITF Ф'ючерс

### Одиночний розряд: 7 (4–3)
| Легенда              |
| -------------------- |
| ATP Челленджер (1–3) |
| ITF Ф'ючерс (3–0)    |

| Фінали за покриттям |
| ------------------- |
| Тверде (3–2)        |
| Ґрунт (0–0)         |
| Трава (1–1)         |
| Килим (0–0)         |

| Результат | В-П | Дата     | Турнір                    | Рівень     | Покриття | Суперник         | Рахунок       |
| --------- | --- | -------- | ------------------------- | ---------- | -------- | ---------------- | ------------- |
| Перемога  | 1–0 | Лип 1999 | Туреччина F3, Стамбул     | Ф'ючерс    | Тверде   | Равів Вейденфелд | 6–4, 6–2      |
| Перемога  | 2–0 | Січ 2000 | Індія F3, Ченнай          | Ф'ючерс    | Тверде   | Ладіслав Шварць  | 6–4, 6–3      |
| Поразка   | 2–1 | Лют 2000 | Колката, Індія            | Челленджер | Трава    | Туомас Кетола    | 3–6, 1–6      |
| Перемога  | 3–1 | Лип 2000 | Брістоль, Велика Британія | Челленджер | Трава    | Юліан Ноул       | 6–3, 6–3      |
| Поразка   | 3–2 | Сер 2001 | Грамаду, Бразилія         | Челленджер | Тверде   | Баррі Кован      | 6–2, 4–6, 3–6 |
| Поразка   | 3–3 | Сер 2001 | Бронкс, США               | Челленджер | Тверде   | Б'єрн Фау        | 2–6, 4–6      |
| Перемога  | 4–3 | Бер 2006 | Ізраїль F2, Раанана       | Ф'ючерс    | Тверде   | Клеман Морель    | 6–3, 3–6, 6–3 |

### Парний розряд: 33 (23–10)
| Легенда               |
| --------------------- |
| ATP Челленджер (16–6) |
| ITF Ф'ючерс (7–4)     |

| Фінали за покриттям |
| ------------------- |
| Тверде (17–8)       |
| Ґрунт (2–1)         |
| Трава (2–0)         |
| Килим (2–1)         |

| Результат | В-П   | Дата     | Турнір                        | Рівень     | Покриття | Партнер          | Суперники                         | Рахунок                 |
| --------- | ----- | -------- | ----------------------------- | ---------- | -------- | ---------------- | --------------------------------- | ----------------------- |
| Поразка   | 0–1   | Лип 1998 | Греція F6, Верія              | Ф'ючерс    | Тверде   | Михайло Коган    | Маркус Менцлер Патрік Зоммер      | 0–6, 4–6                |
| Поразка   | 0–2   | Лип 1999 | Туреччина F3, Стамбул         | Ф'ючерс    | Тверде   | Емін Агаєв       | Айсам Куреші Дмитро Томашевич     | 6–7, 4–6                |
| Перемога  | 1–2   | Вер 1999 | Туреччина F6, Анталія         | Ф'ючерс    | Ґрунт    | Амір Хадад       | Владімір Платенік Мартін Громець  | 6–4, 6–4                |
| Поразка   | 1–3   | Жов 1999 | Узбекистан F4, Фергана        | Ф'ючерс    | Тверде   | Стефано Гальвані | Ліор Дахан Кріс Гооссенс          | 5–7, 6–7                |
| Перемога  | 2–3   | Жов 1999 | Узбекистан F5, Карші          | Ф'ючерс    | Тверде   | Стефано Гальвані | Томаш Чатар Браніслав Секач       | 6–4, 7–6                |
| Перемога  | 3–3   | Січ 2000 | Індія F2, Бенгалуру           | Ф'ючерс    | Ґрунт    | Нір Велгрін      | Айсам Куреші Майлс Маклаган       | 2–6, 6–3, 6–4           |
| Перемога  | 4–3   | Січ 2000 | Індія F3, Ченнай              | Ф'ючерс    | Тверде   | Нір Велгрін      | Борис Боргула Ладіслав Шварць     | 6–4, 5–7, 6–4           |
| Перемога  | 5–3   | Лют 2000 | Колката, Індія                | Челленджер | Трава    | Нір Велгрін      | Гійом Маркс Грегорі Карраз        | 2–1 ret.                |
| Поразка   | 5–4   | Бер 2000 | Франція F6, Дуе (Нор)         | Ф'ючерс    | Килим    | Ловро Зовко      | Жіль Ельсенеер Арно Фонтен        | 1–6, 4–6                |
| Поразка   | 5–5   | Чер 2000 | Денвер, США                   | Челленджер | Тверде   | Ноам Бер         | Джонатан Ерліх Ліор Мор           | 4–6, 7–5, 2–6           |
| Перемога  | 6–5   | Лип 2000 | Манчестер, Велика Британія    | Челленджер | Трава    | Деян Петрович    | Їв Аллегро Їво Гойбергер          | 6–2, 7–6(7–1)           |
| Перемога  | 7–5   | Лип 2000 | Кордова, Іспанія              | Челленджер | Тверде   | Деян Петрович    | Оскар Буррієса-Лопес Даніел Мело  | 6–1, 6–4                |
| Перемога  | 8–5   | Січ 2001 | США F2, Дельрей-Біч           | Ф'ючерс    | Тверде   | Ноам Бер         | Ловро Зовко Андрей Крачман        | 6–4, 6–7(4–7), 7–6(7–4) |
| Поразка   | 8–6   | Тра 2001 | Прага, Чехія                  | Челленджер | Ґрунт    | Ноам Бер         | Міхал Навратіл Ярослав Левинський | 3–6, 1–6                |
| Перемога  | 9–6   | Лип 2001 | Кампус-ду-Жордан, Бразилія    | Челленджер | Тверде   | Деян Петрович    | Адріану Феррейра Даніел Мело      | 6–3, 6–4                |
| Перемога  | 10–6  | Сер 2001 | Белу-Оризонті, Бразилія       | Челленджер | Тверде   | Деян Петрович    | Баррі Кован Ерік Тайно            | 6–3, 6–4                |
| Перемога  | 11–6  | Сер 2001 | Грамаду, Бразилія             | Челленджер | Тверде   | Деян Петрович    | Адріану Феррейра Даніел Мело      | 6–4, 6–4                |
| Перемога  | 12–6  | Жов 2001 | Гренобль, Франція             | Челленджер | Тверде   | Джонатан Ерліх   | Паул Роснер Гленн Вейнер          | 6–4, 3–6, 7–6(7–4)      |
| Перемога  | 13–6  | Лис 2001 | Пуебла, Мексика               | Челленджер | Тверде   | Джонатан Ерліх   | Марко К'юдінеллі Туомас Кетола    | 6–4, 6–7(5–7), 6–1      |
| Перемога  | 14–6  | Гру 2001 | Коста-Рика                    | Челленджер | Тверде   | Джонатан Ерліх   | Даніел Мело Душан Вемич           | 6–3, 6–3                |
| Поразка   | 14–7  | Лют 2002 | Брест, Франція                | Челленджер | Тверде   | Джонатан Ерліх   | Вен Еллвуд Стівен Гасс            | 1–6, 4–6                |
| Поразка   | 14–8  | Січ 2003 | Сан-Паулу, Бразилія           | Челленджер | Тверде   | Ігнасіо Ірігоєн  | Федеріко Бровне Рогір Вассен      | 6–7(0–7), 6–7(3–7)      |
| Перемога  | 15–8  | Лют 2003 | Велика Британія F2, Ноттінгем | Ф'ючерс    | Килим    | Марк Гілтон      | Джонатан Ерліх Харел Леві         | 7–6(9–7), 6–2           |
| Перемога  | 16–8  | Бер 2003 | Кіото, Японія                 | Челленджер | Килим    | Амір Хадад       | Ян Гаєк Джиммі Ванг               | 3–6, 6–3, 6–1           |
| Перемога  | 17–8  | Кві 2003 | Греція F1, Сірос              | Ф'ючерс    | Тверде   | Джонатан Ерліх   | Марко К'юдінеллі Урос Віко        | 6–3, 3–6, 6–3           |
| Поразка   | 17–9  | Тра 2003 | Нью-Делі, Індія               | Челленджер | Тверде   | Джонатан Ерліх   | Радослав Лукаєв Дмитро Власов     | 6–7(6–8), 6–4, 2–6      |
| Перемога  | 18–9  | Сер 2003 | Бінгемтон, США                | Челленджер | Тверде   | Джонатан Ерліх   | Майлз Вейкфілд Стівен Гасс        | 6–4, 6–3                |
| Перемога  | 19–9  | Вер 2003 | Стамбул, Туреччина            | Челленджер | Тверде   | Джонатан Ерліх   | Харел Леві Амір Хадад             | 7–6(7–5), 7–6(8–6)      |
| Перемога  | 20–9  | Лип 2008 | Рамат-га-Шарон, Ізраїль       | Челленджер | Тверде   | Джонатан Ерліх   | Михайло Єлгін Сергій Бубка        | 6–3, 7–6(7–3)           |
| Поразка   | 20–10 | Бер 2009 | Рамат-га-Шарон, Ізраїль       | Челленджер | Тверде   | Джонатан Ерліх   | Жорж Бастл Кріс Гуччоне           | 5–7, 6–7(6–8)           |
| Перемога  | 21–10 | Тра 2010 | Рамат-га-Шарон, Ізраїль       | Челленджер | Тверде   | Джонатан Ерліх   | Александер Пея Зімон Штадлер      | 6–4, 6–3                |
| Перемога  | 22–10 | Сер 2013 | Ванкувер, Канада              | Челленджер | Тверде   | Джонатан Ерліх   | Джеймс Серретані Аділ Шамасдін    | 6–1, 6–4                |
| Перемога  | 23–10 | Сер 2013 | Аптос, США                    | Челленджер | Тверде   | Джонатан Ерліх   | Метт Рейд Кріс Гуччоне            | 6–3, 6–7(6–8), [10–2]   |

## Юніорські фінали турнірів Великого шолома

### Парний розряд: 2 (2 поразки)
| Результат | Рік  | Турнір                           | Покриття | Партнер        | Суперники                      | Рахунок       |
| --------- | ---- | -------------------------------- | -------- | -------------- | ------------------------------ | ------------- |
| Поразка   | 1998 | Вімблдонський турнір             | Трава    | Мікаель Льодра | Роджер Федерер Олів'є Рохус    | 4–6, 4–6      |
| Поразка   | 1998 | Відкритий чемпіонат США з тенісу | Тверде   | Ловро Зовко    | К. Дж. Гіппенстіл Девід Мартін | 7–6, 6–7, 2–6 |

## Досягнення
| W | Ф | ПФ | ЧФ | #Р | КТ | К# | P# | DNQ | A | Z# | PO | G | S | B | NMS | NTI | P | NH |

### Одиночний розряд
| Турнір                                 | 2000 | 2001 | 2002 | 2003 | 2004 | 2005 | SR    | В-П | % виграшів |
| -------------------------------------- | ---- | ---- | ---- | ---- | ---- | ---- | ----- | --- | ---------- |
| Турніри Великого шолома                |      |      |      |      |      |      |       |     |            |
| Відкритий чемпіонат Австралії з тенісу |      |      | К1р  |      |      | К3р  | 0 / 0 | 0–0 | –          |
| Відкритий чемпіонат Франції з тенісу   |      | К1р  |      | К1р  |      |      | 0 / 0 | 0–0 | –          |
| Вімблдонський турнір                   | К2р  | К2р  |      | К3р  | 1р   |      | 0 / 1 | 0–1 | 0%         |
| Відкритий чемпіонат США з тенісу       | К1р  | К2р  |      | К1р  |      |      | 0 / 0 | 0–0 | –          |
| В-П                                    | 0–0  | 0–0  | 0–0  | 0–0  | 0–1  | 0–0  | 0 / 1 | 0–1 | 0%         |

### Парний розряд
| Турніри Великого шолома                |              |              |              |              |              |              |              |              |      |     |     |     |     |      |        |       |     |
| Відкритий чемпіонат Австралії з тенісу |              | 1р           |              | 2р           | 3р           | 2р           | 3р           | П            | 2р   | 1р  | 2р  | 1р  |     | 1р   | 1 / 11 | 13–10 | 57% |
| Відкритий чемпіонат Франції з тенісу   |              |              |              | 3р           |              | 2р           | 3р           | 3р           | 1р   | ПФ  | 1р  | 2р  | 2р  |      | 0 / 9  | 13–9  | 59% |
| Вімблдонський турнір                   | 2р           |              | ПФ           | 1р           | 3р           | 3р           | 2р           | ЧФ           | 3р   | 3р  | 1р  | 2р  | 1р  |      | 0 / 12 | 17–12 | 59% |
| Відкритий чемпіонат США з тенісу       | 1р           |              | 1р           | 1р           | ЧФ           | 3р           | 3р           | 2р           | ПФ   | 1р  | 2р  | 2р  | 2р  |      | 0 / 12 | 15–12 | 56% |
| В-П                                    | 1–2          | 0–1          | 4–2          | 3–4          | 5–3          | 6–4          | 7–4          | 12–3         | 7–4  | 6–4 | 2–4 | 3–4 | 2–3 | 0–1  | 1 / 44 | 58–43 | 57% |
| Серія Мастерс ATP                      |              |              |              |              |              |              |              |              |      |     |     |     |     |      |        |       |     |
| Індіан-Веллс                           |              |              |              | 2р           | 2р           | 1р           | Ф            | П            | Ф    | ЧФ  | 2р  |     |     |      | 1 / 8  | 17–7  | 71% |
| Відкритий чемпіонат Маямі з тенісу     |              |              |              | 2р           | ЧФ           | ПФ           | 1р           | 1р           | П    | 1р  | ЧФ  |     |     |      | 1 / 8  | 13–7  | 65% |
| Монте-Карло                            |              |              |              | 2р           |              | 2р           | 2р           | ЧФ           | ЧФ   | 1р  | 1р  |     |     |      | 0 / 7  | 2–7   | 22% |
| Рим                                    |              |              |              | 1р           | 1р           | Ф            | 2р           | 2р           | ЧФ   | 1р  |     |     |     |      | 0 / 7  | 4–7   | 36% |
| Мастерс Мадрид                         |              |              |              | 1р           | 1р           | ЧФ           | 1р           | 1р           | 2р   | ЧФ  | 1р  |     |     |      | 0 / 8  | 3–8   | 27% |
| Мастерс Канада                         |              |              |              | ЧФ           | Ф            | 2р           | ПФ           | 2р           | Ф    | 2р  |     |     |     |      | 0 / 7  | 10–7  | 59% |
| Мастерс Цинциннаті                     |              |              |              | ЧФ           | 1р           | ПФ           | П            | Ф            | 2р   | ЧФ  |     |     |     |      | 1 / 7  | 13–6  | 68% |
| Шанхай                                 | Не проводили | Не проводили | Не проводили | Не проводили | Не проводили | Не проводили | Не проводили | Не проводили | 2р   | 1р  |     |     |     |      | 0 / 2  | 1–2   | 33% |
| Париж                                  |              |              |              |              | ЧФ           | 1р           | 1р           | ЧФ           | 2р   | Ф   | 1р  |     |     |      | 0 / 7  | 6–7   | 46% |
| Гамбург                                |              |              |              | 1р           | 1р           | ЧФ           | ПФ           | 2р           | NM1  | NM1 | NM1 | NM1 | NM1 | NM1  | 0 / 5  | 3–5   | 38% |
| В-П                                    | 0–0          | 0–0          | 0–0          | 6–8          | 8–8          | 10–9         | 11–8         | 10–8         | 15–8 | 8–9 | 3–5 | 0–0 | 0–0 | 0–0  | 3 / 66 | 71–63 | 53% |
| Рейтинг на кінець року                 | 103          | 494          | 31           | 32           | 15           | 13           | 18           | 5            | 9    | 23  | 51  | 53  | 113 | 1429 |        |       |     |

### Мікст
| Турніри Великого шолома                |     |     |     |     |     |     |     |     |     |     |     |        |       |     |
| Відкритий чемпіонат Австралії з тенісу |     | 1р  | ПФ  | 2р  | 1р  | ПФ  | Ф   | ЧФ  | ЧФ  | 2р  |     | 0 /9   | 16–9  | 64% |
| Відкритий чемпіонат Франції з тенісу   |     | ЧФ  |     | ПФ  | П   | 1р  | ЧФ  | 2р  | 1р  |     |     | 1 / 7  | 13–6  | 68% |
| Вімблдонський турнір                   | Ф   | 3р  | 3р  | П   | 3р  | ЧФ  | 1р  | 2р  | 3р  | 3р  | 2р  | 1 / 11 | 19–10 | 66% |
| Відкритий чемпіонат США з тенісу       |     | 1р  | ПФ  | 1р  | ЧФ  | 1р  |     | 2р  |     |     |     | 0 / 6  | 5–6   | 45% |
| В-П                                    | 5–1 | 4–4 | 7–3 | 9–3 | 7–3 | 5–4 | 6–3 | 4–4 | 3–3 | 2–2 | 1–1 | 2 / 33 | 53–31 | 63% |